# Giáo hoàng Innôcentê XII
Innôcentê XII (Latinh: Innocentius XII) là vị giáo hoàng thứ 242 của giáo hội công giáo. Theo niên giám tòa thánh năm 1806 thì ông đắc cử Giáo hoàng năm 1691 và ở ngôi Giáo hoàng trong 8 năm 2 tháng 16 ngày. Niên giám tòa thánh năm 2003 xác định ông đắc cử Giáo hoàng ngày 12 tháng 7 năm 1691, ngày khai mạc chức vụ mục tử đoàn chiên chúa là ngày 15 tháng 7 và ngày kết thúc triều đại của ông là ngày 27 tháng 9 năm 1700.

## Trước khi trở thành giáo hoàng
Giáo hoàng Innôcentê XII sinh tại Spinazzola, gần Napôli ngày 13 tháng 5 năm 1615 với tên rửa tội là Antonio Pignatelli.
Ông vào giáo triều Rôma lúc 20 tuổi và lần lượt trở thành phó đặc sứ tại Urbin, thẩm tra viên ở Malta và thống đốc ở Pérouse.
Dưới triều Innôcentê X, ông trở thành khâm sứ Giáo hoàng ở Toscane, rồi ở Ba Lan dưới triều Alexanđê VII.
Ông được Innôcentê XI lập làm hồng y, Giám mục Faenza năm 1682, rồi tổng Giám mục của Napôli năm 1687. 

## Giáo hoàng
Ông được bầu làm Giáo hoàng ngày 11 tháng 2 năm 1691.

### Cai quản giáo hội
Ông quy định các linh mục phải mặc áo chùng hằng ngày và tĩnh tâm theo định kỳ. Ông cực lực đấu tranh chống lại tai hoạ gia đình trị không đáng có và lâu đời bằng những đạo luật chính thức. Điều này đã mang lại cho ông nhiều sự không ưa thích. Ông dành một số tiền rất lớn cho cuộc chiến chống lại Hồi giáo.
Năm 1697, Fénelon tự biện minh trong cuốn "Giải thích ngững châm ngôn của các thánh về đời nội tâm", ông nhấn mạnh tình yêu đơn thuần đưa đến những hành động vô vị lợi. Cuộc tranh luận giữa hai Giám mục Bossuet và Fénelon rất sôi nổi, kết thúc bằng việc Innocentê XII kết án Fénelon năm 1699.
Năm 1693, nhân dịp Innocentê XII lên ngôi và vì phải đối đầu với liên quân các nước, vua Louis XIV nhượng bộ và các Giám mục Pháp rút lại bản tuyên ngôn. 

### Năm thánh 1700
Năm thánh 1700, được khai mạc dưới triều Innôcentê XII (1691-1700) nhưng vì qua đời nên được Clêmentê XI (1700-1721) kế vị bế mạc. Lần đầu tiên trong lịch sử Năm Thánh có vị Giáo hoàng qua đời.
Nhiều người tiếng tăm đến hành hương Rôma, như Hoàng hậu Maria Cristina của Balan, đi chân không vào Đền thờ Thánh Phêrô và mặc áo nhặm viếng tất cả các Nhà thờ Công giáo ở Rôma.
Theo lời mô tả của một khách du lịch người Anh lúc bấy giờ về lòng đạo đức của người hành hương thì "Người ta tiếp tục qua Cửa Thánh Đền thờ Thánh Phêrô bằng cách quỳ gối lết và họ đông đến nỗi tôi không thể nào đi vào trong được".

### Vấn đề nghi lễ Trung Hoa
Vấn đề lễ nghi Trung Hoa lại bùng nổ năm 1693, khi Giám mục Maigrot (MEP) cấm địa phận Phúc Kiến thờ kính Tổ tiên. Đáp lại, vua Khang Hy trục xuất những thừa sai nào vâng lời vị Giám mục.
Trong khi đó ở Roma, hai phe đối lập đang hoạt động ráo riết; cả Tòa thánh cũng tận lực để đi tới một quyết định xác đáng, nhằm bảo vệ đức tin mà không phương hại đến công cuộc truyền giáo. Các nhà thần học nổi tiếng đều được mời tham dự những phiên họp đặc biệt do Giáo hoàng Innôcentê XII triệu tập.